# Hans Jaenisch
Hans Jaenisch (* 19. Mai 1907 in Eilenstedt; † 6. Juni 1989 in Nebel auf Amrum) war ein deutscher Maler und Aquarellist. Er lehrte an der Hochschule der Bildenden Künste Berlin und schuf vor allem abstrakte Werke.

## Leben
Jaenisch absolvierte das Stephaneum in Aschersleben. 1923 kam er nach Berlin, wo er Mitglied der „November-Gruppe“ war und ihm Herwarth Walden in seiner Galerie Der Sturm 1927 seine erste Ausstellung ausrichtete. Ab 1928  setzte er sich mit Werk von Paul Klee und Wassily Kandinsky auseinander und unterrichtete bis 1933 als Nachfolger von Otto Nebel an der Kunstschule Der Weg. Da sein Werk ab 1930 surreal-abstrakt wurde, verhängte das nationalsozialistische Regime ein Teilausstellungsverbot über diese Bilder und schloss die Schule. Jaenisch zog sich aus dem nationalsozialistischen Kunstbetrieb zurück, malte und unterrichtete in seinem Atelier weiter.
Im Zweiten Weltkrieg zur Wehrmacht einberufen, wurde Jaenisch in Tunesien von den geometrischen Mustern in der islamischen Kunst beeinflusst und lebte von 1943 bis 1945 als amerikanische Kriegsgefangener in den Vereinigten Staaten. Er wurde nach Schottland in einem Gefangenenlager verbracht, wo er ein Maleratelier leitete. Nach der Entlassung aus der Gefangenschaft folgte Jaenisch 1953 dem Ruf als Professor an die Hochschule der Bildenden Künste Berlin, wo er bis 1976 lehrte. Zu seinen Schülern zählten unter anderem Karl-Henning Seemann, Eugen Schönebeck,  Günter Thiele, Rolf Fässer, Rainer Fetting, Stefan Roloff und  Klaus Lindemann. Jaenisch war Mitglied von Künstlervereinigungen wie der Berliner Secession, der Neuen Gruppe Berlin, der Neuen Gruppe München und dem Bundesverband Bildender Künstler. Zwischen 1966 und 1972 war er Vorstandsmitglied des Deutschen Künstlerbundes.
Jaenisch war ab 1947 in erster Ehe verheiratet mit Roki Reichstein († 1970), seit 1972 in zweiter Ehe mit Adelheid Raabe. Hans Jaenisch starb im Alter von 82 Jahren. Seit 2010 befindet sich sein Nachlass im Fritz-Winter-Haus, Ahlen, Westfalen.

## Werke
Mit Ausnahme einer Phase, die seine Kriegsgefangenschaft und die Nachkriegszeit einschließt und in welcher Jaenisch figürliche und symbolhafte Werke schuf, malte er bis Ende der 1970er Jahre hauptsächlich abstrakt. Im Laufe seiner künstlerischen Tätigkeit beschäftigte sich mit mehreren Ausdrucksformen (unter anderem Ölmalerei, Aquarellmalerei und Linolschnitt) und Kunststilen (Kubismus, Surrealismus, islamische Ornamentik, Expressionismus). Jaenisch schuf auch Kleinplastiken. Erst im Spätwerk finden sich wieder figürliche Motive.
- um 1948: Heimkehr, Temperarelief, 67 × 196 cm, Ahlen, Fritz-Winter-Haus
- sechs abstrakte Arbeiten aus dem Jahr 1964 als permanente Ausstellung im Foyer des Benjamin-Franklin-Krankenhauses in Berlin-Steglitz
- Das Fritz-Winter-Haus zeigte vom 5. Oktober 2019 bis zum 16. Februar 2020 eine Retrospektive seines Werkes.[2]

## Ehrungen
- Berliner Kunstpreis (1950)
- Hallmark Award, New York (1952)
- Auszeichnung im Wettbewerb für das Denkmal des Unbekannten Politischen Gefangenen London (1952)
- Bundesverdienstkreuz am Bande (7. Februar 1979)[3]

## Weitere Ausstellungen (unvollständig)
- 1947: Berlin, Galerie v. d. Heyde ("Neue Arbeiten von Hans Jaenisch")[4]

### Postum
- 2001: Künstler der Galerie, Galerie Vömel, Düsseldorf
- 2019/2020: Hans Jaenisch. Retrospektiv, Fritz-Winter-Haus, Ahlen[5]
- 2023: Vergessene Moderne – Hans Jaenisch auf Amrum, Öömrang Ferian, Amrum[6]